# Karsno
Karsno (niem. Karsbaum) – osada w Polsce położona w województwie zachodniopomorskim, w powiecie drawskim, w gminie Czaplinek, 1,2 km na wschód od drogi krajowej nr 20 ze Stargardu do Gdyni. W latach 1975–1998 miejscowość administracyjnie należała do województwa koszalińskiego. W roku 2007 osada liczyła 74 mieszkańców. Miejscowość wchodzi w skład sołectwa Łazice.

## Geografia
Osada leży ok. 1,8 km na północny wschód od Łazic, ok. 1 km na zachód od rzeki Dobrzycy. 